# Cicinho
Cícero João de Cezare (Pradópolis; 24 de junio de 1980), más conocido como Cicinho, es un exfutbolista brasileño. Jugaba como lateral derecho y su último equipo fue el Sivasspor de la Superliga de Turquía.

## Biografía
Educado en el seno de una familia católica practicante, aprendió desde pequeño a tener fe en la religión. Sin embargo, no fue sino hasta 1997 cuando se sintió atraído por la Biblia y por sus enseñanzas. Un par de años antes, había sido monaguillo en la iglesia de su barrio, y aunque esta práctica no pasó entonces de ser una pequeña anécdota en su vida, no tardaron en adjudicarle el apodo de “Reverendo”. Su pasión era el fútbol y dio sus primeros pasos con el balón en un pequeño club llamado XV de Jau.
En 1998, pasó al Botafogo. Primero, en el equipo junior y cedido. Un año más tarde fue traspasado y fue pieza clave en un conjunto que logró el título de la Conmebol y que se proclamó campeón del Campeonato Paulista sub-20. Poco después se incorporó al equipo profesional del Botafogo, donde empezó a jugar en la defensa. La razón era concisa y sencilla: en la plantilla había muchos centrocampistas y pocos defensas. Sus inicios fueron complicados ya que el entrenador le cambiaba continuamente de posición. A pesar de ello, tuvo la enorme satisfacción de jugar durante algunos partidos en la misma posición que Cafú, ni más ni menos que su ídolo futbolístico. A partir de este momento y tras 4 temporadas a caballo entre el Botafogo y el Atlético Mineiro empezó a triunfar y se convirtió en uno de los jugadores más destacados del fútbol brasileño. En el 2004 ficha por el São Paulo y a finales de 2005 ingresa en las filas del Real Madrid.
El 24 de septiembre de 2006, en un partido contra el Betis, sufre una rotura en el ligamento cruzado anterior de la rodilla derecha que le obliga a permanecer aproximadamente 6 meses de baja. En la jornada número 32, Cicinho se incorporó de nuevo a la Liga Española frente al Athletic Club de Bilbao, saliendo como titular.
Tras un verano agitado en cuanto a fichajes se refiere, y tras las dudas sobre si el jugador sería traspasado al Sevilla, a la Roma, o si se quedaría en la primera plantilla; el Real Madrid traspasa a Cicinho al equipo italiano el 22 de agosto de 2007 por 8 millones de euros.
Fue cedido al São Paulo donde lo dejó encaminado a las semifinales de la Copa Libertadores, para así volver a la Roma. Posteriormente fue nuevamente cedido al Villarreal para cubrir la baja por lesión de un defensor.
En junio de 2011, vuelve a la AS Roma, su club de procedencia.
Cicinho regresa al fútbol brasileño de forma definitiva, después de 7 años en Europa.
En 2012, Cicinho fue entrevistado en el Récord Fantástico de Brasil y afirmó que casi se retiraba del fútbol por culpa del alcoholismo.
El 2 de diciembre, su equipo acabaría bajando a la Serie B, pero Cicinho dijo que quería continuar con el club hasta 2013.

## Selección nacional
Ha sido internacional con la selección de fútbol de Brasil. Su primera convocatoria con la selección fue en abril de 2005, cuando Carlos Alberto Parreira le convocó para el amistoso que enfrentaría a Brasil con Guatemala. También jugó el mundial de Alemania con una actuación normal jugando dos partidos ante Japón y la selección de Francia intentando ayudar a su equipo que finalmente acabaría siendo derrotada en los cuartos de final. Después de la pesadilla en Alemania fue convocado 3 partidos por el técnico Dunga su último partido para la selección fue el 5 de septiembre de 2007 ante Gales.

### Participaciones en Copas del Mundo
| Copa              | Sede     | Resultado        | Partidos | Goles |
| ----------------- | -------- | ---------------- | -------- | ----- |
| Copa Mundial 2006 | Alemania | Cuartos de final | 2        | 0     |

### Participaciones en Copa Confederaciones
| Copa                      | Sede     | Resultado | Partidos | Goles |
| ------------------------- | -------- | --------- | -------- | ----- |
| Copa Confederaciones 2005 | Alemania | Campeón   | 5        | 0     |

## Estadísticas

### Clubes
| Club                       | Div.          | Temporada     | Liga  | Liga  | Copas nacionales | Copas nacionales | Torneos internacionales | Torneos internacionales | Total | Total |
| Club                       | Div.          | Temporada     | Part. | Goles | Part.            | Goles            | Part.                   | Goles                   | Part. | Goles |
| -------------------------- | ------------- | ------------- | ----- | ----- | ---------------- | ---------------- | ----------------------- | ----------------------- | ----- | ----- |
| Botafogo F. R. · Brasil    | 1.ª           | 2000          | 17    | 1     | —                | —                | —                       | —                       | 17    | 1     |
| Atlético Mineiro · Brasil  | 1.ª           | 2001          | 17    | 1     | —                | —                | —                       | —                       | 17    | 1     |
| Atlético Mineiro · Brasil  | 1.ª           | 2002          | 4     | 0     | —                | —                | —                       | —                       | 4     | 0     |
| Atlético Mineiro · Brasil  | 1.ª           | 2003          | 28    | 3     | —                | —                | —                       | —                       | 28    | 3     |
| Atlético Mineiro · Brasil  | Total club    | Total club    | 49    | 4     | —                | —                | —                       | —                       | 49    | 4     |
| São Paulo F. C. · Brasil   | 1.ª           | 2004          | 43    | 9     | —                | —                | —                       | —                       | 43    | 9     |
| São Paulo F. C. · Brasil   | 1.ª           | 2005          | 26    | 3     | —                | —                | —                       | —                       | 26    | 3     |
| São Paulo F. C. · Brasil   | Total club    | Total club    | 69    | 12    | —                | —                | —                       | —                       | 69    | 12    |
| Real Madrid C. F. · España | 1.ª           | 2005-06       | 19    | 2     | 4                | 1                | 1                       | 0                       | 24    | 3     |
| Real Madrid C. F. · España | 1.ª           | 2006-07       | 7     | 0     | 0                | 0                | 1                       | 0                       | 8     | 0     |
| Real Madrid C. F. · España | Total club    | Total club    | 26    | 2     | 4                | 1                | 2                       | 0                       | 32    | 3     |
| A. S. Roma · Italia        | 1.ª           | 2007-08       | 30    | 2     | 7                | 0                | 7                       | 0                       | 44    | 2     |
| A. S. Roma · Italia        | 1.ª           | 2008-09       | 22    | 1     | 2                | 0                | 5                       | 0                       | 31    | 1     |
| A. S. Roma · Italia        | 1.ª           | 2009-10       | 2     | 0     | 1                | 0                | 2                       | 0                       | 5     | 0     |
| A. S. Roma · Italia        | 1.ª           | 2010-11       | 6     | 0     | 1                | 0                | 2                       | 0                       | 9     | 0     |
| A. S. Roma · Italia        | 1.ª           | 2011-12       | 2     | 0     | 1                | 0                | 2                       | 0                       | 5     | 0     |
| A. S. Roma · Italia        | Total club    | Total club    | 62    | 3     | 12               | 0                | 18                      | 0                       | 91    | 3     |
| São Paulo F. C. · Brasil   | 1.ª           | 2010          | 6     | 0     | 0                | 0                | 10                      | 0                       | 16    | 0     |
| Villarreal C. F. · España  | 1.ª           | 2010-11       | 6     | 0     | 1                | 0                | 0                       | 0                       | 7     | 0     |
| Sport Recife · Brasil      | 1.ª           | 2012          | 24    | 0     | 0                | 0                | 0                       | 0                       | 24    | 0     |
| Sivasspor Turquía          | 1.ª           | 2013-14       | 31    | 1     | 6                | 1                | 0                       | 0                       | 37    | 2     |
| Sivasspor Turquía          | 1.ª           | 2014-15       | 30    | 1     | 3                | 0                | 0                       | 0                       | 33    | 1     |
| Sivasspor Turquía          | 1.ª           | 2015-16       | 27    | 0     | 0                | 0                | 0                       | 0                       | 27    | 0     |
| Sivasspor Turquía          | Total club    | Total club    | 88    | 2     | 9                | 1                | 0                       | 0                       | 97    | 3     |
| Total carrera              | Total carrera | Total carrera | 347   | 24    | 26               | 2                | 30                      | 0                       | 385   | 26    |

### Selección nacional
| Selección         | Año   | Amistoso | Amistoso | Sudamérica | Sudamérica | Mundial | Mundial | Confederaciones | Confederaciones | Total | Total |
| Selección         | Año   | Part.    | Goles    | Part.      | Goles      | Part.   | Goles   | Part.           | Goles           | Part. | Goles |
| ----------------- | ----- | -------- | -------- | ---------- | ---------- | ------- | ------- | --------------- | --------------- | ----- | ----- |
| Absoluta · Brasil | 2005  | 2        | 1        | 1          | 0          | —       | —       | 5               | 0               | 8     | 1     |
| Absoluta · Brasil | 2006  | 5        | 0        | —          | —          | 2       | 0       | —               | —               | 7     | 0     |
| Total             | Total | 7        | 1        | 1          | 0          | 2       | 0       | 5               | 0               | 15    | 1     |

## Palmarés

### Títulos regionales
| Título              | Club            | Estado    | Año  |
| ------------------- | --------------- | --------- | ---- |
| Campeonato Paulista | São Paulo F. C. | São Paulo | 2005 |

### Títulos nacionales
| Título             | Club              | País   | Año  |
| ------------------ | ----------------- | ------ | ---- |
| Campeonato de Liga | Real Madrid C. F. | España | 2007 |
| Copa Italia        | A. S. Roma        | Italia | 2008 |

### Títulos internacionales
| Título                 | Club                | Sede      | Año  |
| ---------------------- | ------------------- | --------- | ---- |
| Copa Confederaciones   | Selección de Brasil | Alemania  | 2005 |
| Copa Libertadores      | São Paulo F. C.     | São Paulo | 2005 |
| Copa Mundial de Clubes | São Paulo F. C.     | Yokohama  | 2005 |